# 2005 en Ontario
Chronologie de l'Ontario
- 2001
- 2002
- 2003
- 2004
- 2005
- 2006
- 2007
- 2008
- 2009

Cette page concerne des événements d'actualité qui se sont produits durant l'année 2005 dans la province canadienne de l'Ontario.

## Politique
- Premier ministre : Dalton McGuinty du parti libéral de l'Ontario
- Chef de l'Opposition :
- Lieutenant-gouverneur :
- Législature : 38e

## Naissances
- 23 juin : Jessica Zi Jia Guo, escrimeuse.

## Décès
- 22 janvier : Harry J. Boyle (en), animateur de la radio et écrivain (° 7 octobre 1915).
- 26 janvier : Fraser Elliott (en), avocat, défenseur des arts et philanthrope (° 25 novembre 1921).
- 5 février : Bob McAdorey (en), animateur de la télévision et de la radio (° 24 juillet 1935).
- 28 mars : Robin Spry, producteur, réalisateur et scénariste (° 25 octobre 1939).
- 3 avril : Frank Clair (en), entraîneur de la Ligue canadienne de football (° 12 mai 1917).
- 27 avril : Red Horner, joueur de hockey sur glace (° 28 mai 1909).
- 22 mai : Terry Carisse (en), chanteur, guitariste et auteur-compositeur-interprète (° 11 juillet 1942).
- 9 juillet : Chuck Cadman, député fédéral de Surrey-Nord en Colombie-Britannique (1997-2005) (° 21 février 1948).
- 7 août : Peter Jennings, journaliste et présentateur de la télévision (° 29 juillet 1938).
- 21 août : James Jerome (en), député fédéral de Sudbury (1968-1979) (° 4 mars 1933).
- 25 octobre : Lloyd Bochner, acteur (° 29 juillet 1924).